# Cro-magnonmens

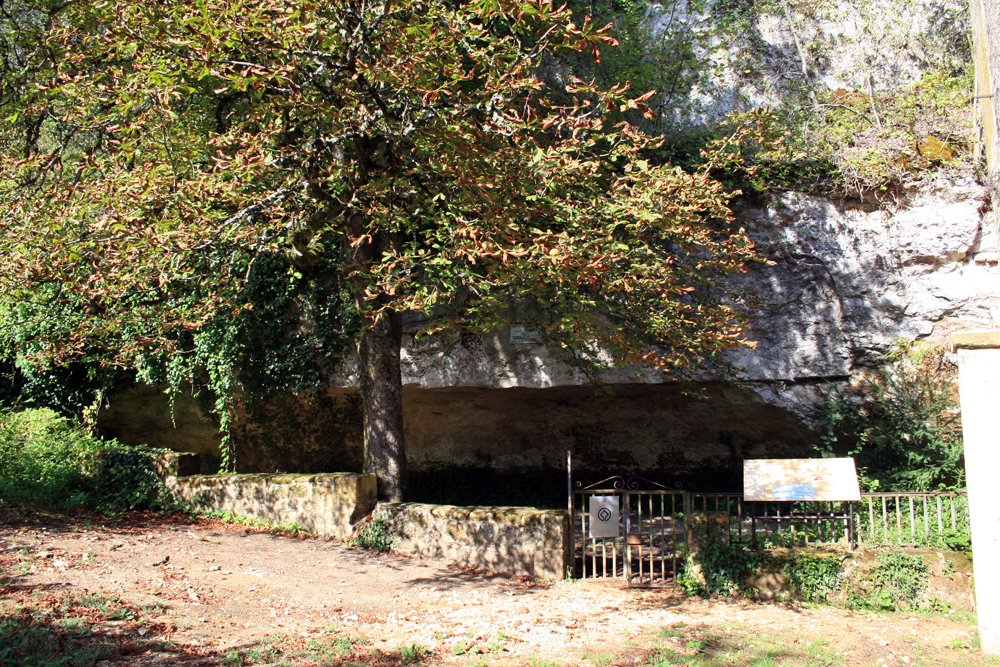
Plaats in Les Eyzies-de-Tayac-Sireuil waar de fossielen ontdekt zijn

De cro-magnonmensen zijn een groep fossiele vroege moderne mensen uit het Aurignacien, gevonden in de abri van Cro-Magnon bij Les Eyzies in de  Dordogne (Frankrijk), en waarvan ook gebruiks- en siervoorwerpen van steen, bot en ivoor zijn gevonden. 

## Theorievorming
Louis Lartet vond in 1868 zes skeletten met stenen werktuigen. Sindsdien zijn in Europa vele grotten gevonden met vergelijkbare menselijke resten, en werd de benaming "cro-magnonmensen" geleidelijk synoniem voor laatpaleolithische Europese moderne mensen. 
Aanvankelijk werd gedacht dat de Piltdown-mens geëvolueerd was in de neanderthaler en daarna tot cro-magnonmens. Ook nadat de Piltdown-mens bedrog bleek te zijn geweest, werd gedacht dat de cro-magnonmens uit de neanderthaler was geëvolueerd. William King Gregory stelde Homo sapiens cro-magnonensis voor als naam voor de zogenaamde ondersoort.
Er werden echter geen fossiele overgangsvormen gevonden tussen neanderthaler en cro-magnonmens en ook werd er geen geleidelijke overgang gevonden van kunstuitingen. Die werden wel gevonden bij de cro-magnonmens, maar ontbraken volledig bij de neanderthaler. Het werd daarmee steeds waarschijnlijker dat de cro-magnonmens afstamde van een recentere migrant uit Afrika, Homo sapiens. Dit werd bevestigd door DNA-onderzoek.
Het skelet van de cro-magnonmensen was anatomisch niet te onderscheiden van de huidige mens. Er waren wel grote verschillen met het skelet van de neanderthaler. Vergeleken met deze laatste was de cro-magnonmens qua lichaamsbouw tengerder en minder gespierd, maar wel langer: gemiddeld mat hij 1,75 m tot 1,80 m. De schedels van beide soorten vertonen ook grote verschillen.
Tegenwoordig worden de cro-magnonmensen als gewone moderne mensen gezien, in de Angelsaksische wetenschappelijke literatuur European Early Modern Humans (EEMH) genoemd, ofwel Europese vroege moderne mens. Ondersoorten van de Homo sapiens worden daarbij niet meer onderscheiden.

## Europese vroege moderne mens
De rond 100.000 jaar geleden uit Oost-Afrika via Zuid-Arabië in Zuidoost-Iran komende moderne mens verspreidde zich slechts geleidelijk naar het westen. Pas omstreeks 55-50.000 jaar geleden was geheel het Midden-Oosten bevolkt, waarna een remigratie naar Noord-Afrika en een geleidelijke verspreiding over Europa begon. De vroegste Europese vondsten zijn 43.000 tot 45.000 jaar oud. Hoewel men vroeger dacht dat er geen vermenging met neandertalers plaatsvond blijkt dit naar huidig inzicht wel gebeurd te zijn. In Europa verdween de neanderthaler ongeveer 32.000-34.000 jaar geleden.
De vroege moderne mens verscheen blijkens dateringen van archeologische vondsten ca. 40.000 jaar geleden in West-Europa, gedurende het initieel laatpaleolithicum. Deze eerste moderne mensen waren echter niet de directe voorouders van de mensen van Cro-Magnon. De neanderthaler werd na het verschijnen van de moderne mens langzaam zeldzamer en stierf ten slotte uit. Of de neanderthalers verdrongen zijn door de moderne mens en wat de oorzaak van hun uitsterven was, is nog steeds onduidelijk. DNA-onderzoek heeft aangetoond dat er een zekere mate van vermenging optrad, en de huidige Europeanen en Aziaten (echter niet de Afrikanen) gemiddeld 2-4% neanderthalgenen bezitten. Een vroeg bewijs van deze vermenging geeft het dijbeen van Oest-Isjim uit West-Siberië.
De directe voorouders van de cro-magnonmensen in strikte zin verschenen pas later, tijdens het Aurignacien, waarschijnlijk uit West-Azië. De moderne mens bracht schilderingen aan op rotswanden en in grotten. De bekendste daarvan zijn die te Lascaux in Frankrijk en Altamira in Spanje. Hij was een jager op groot wild, onder andere op de wolharige mammoet en de wolharige neushoorn. Deze dieren werden ook in de schilderingen afgebeeld.